# فورد غالاكسي
فورد غالاكسي (بالإنجليزية: Ford Galaxie)هي سيارة تم إنتاجها من قبل شركة فورد .

## معرض صور

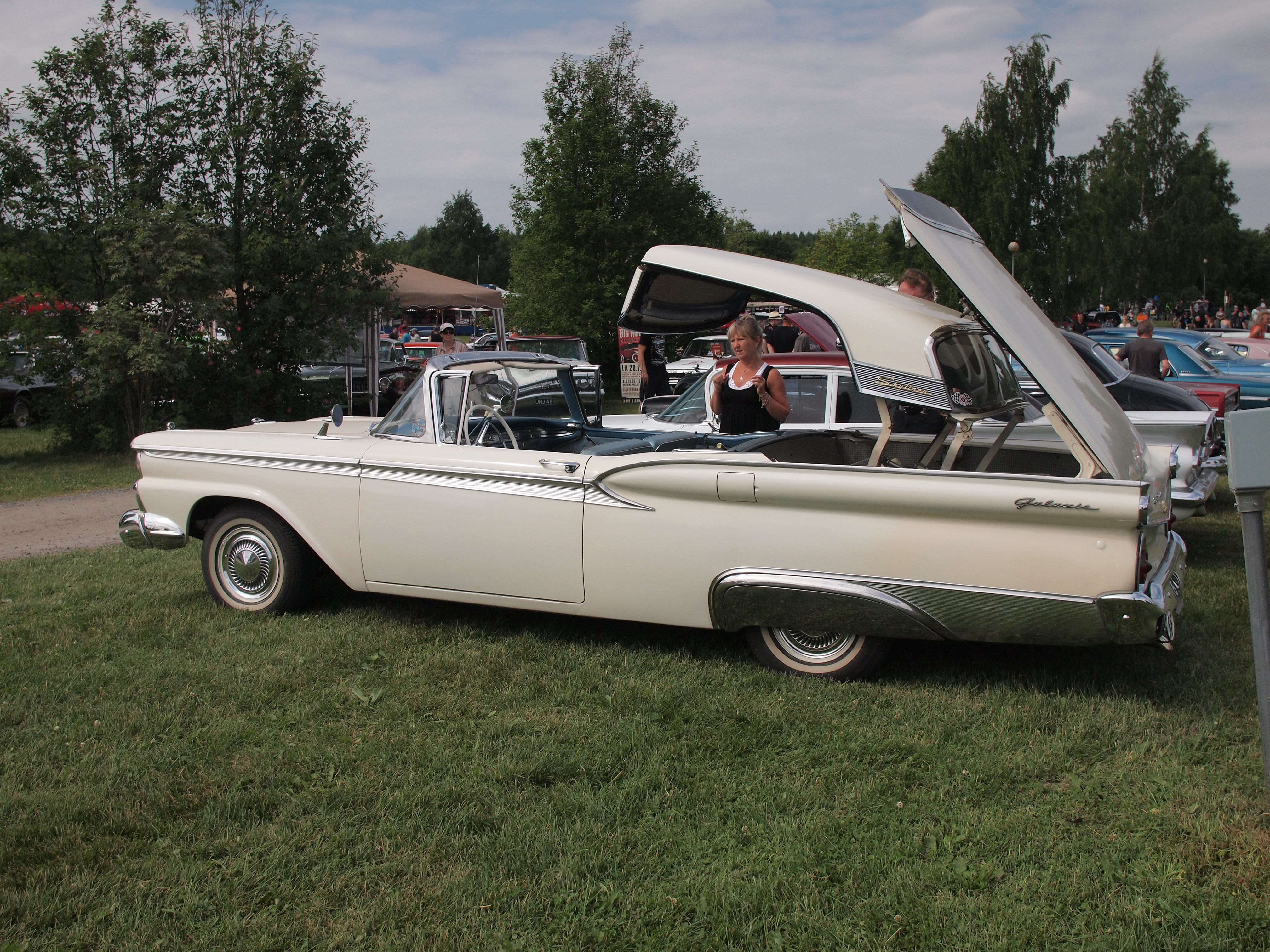
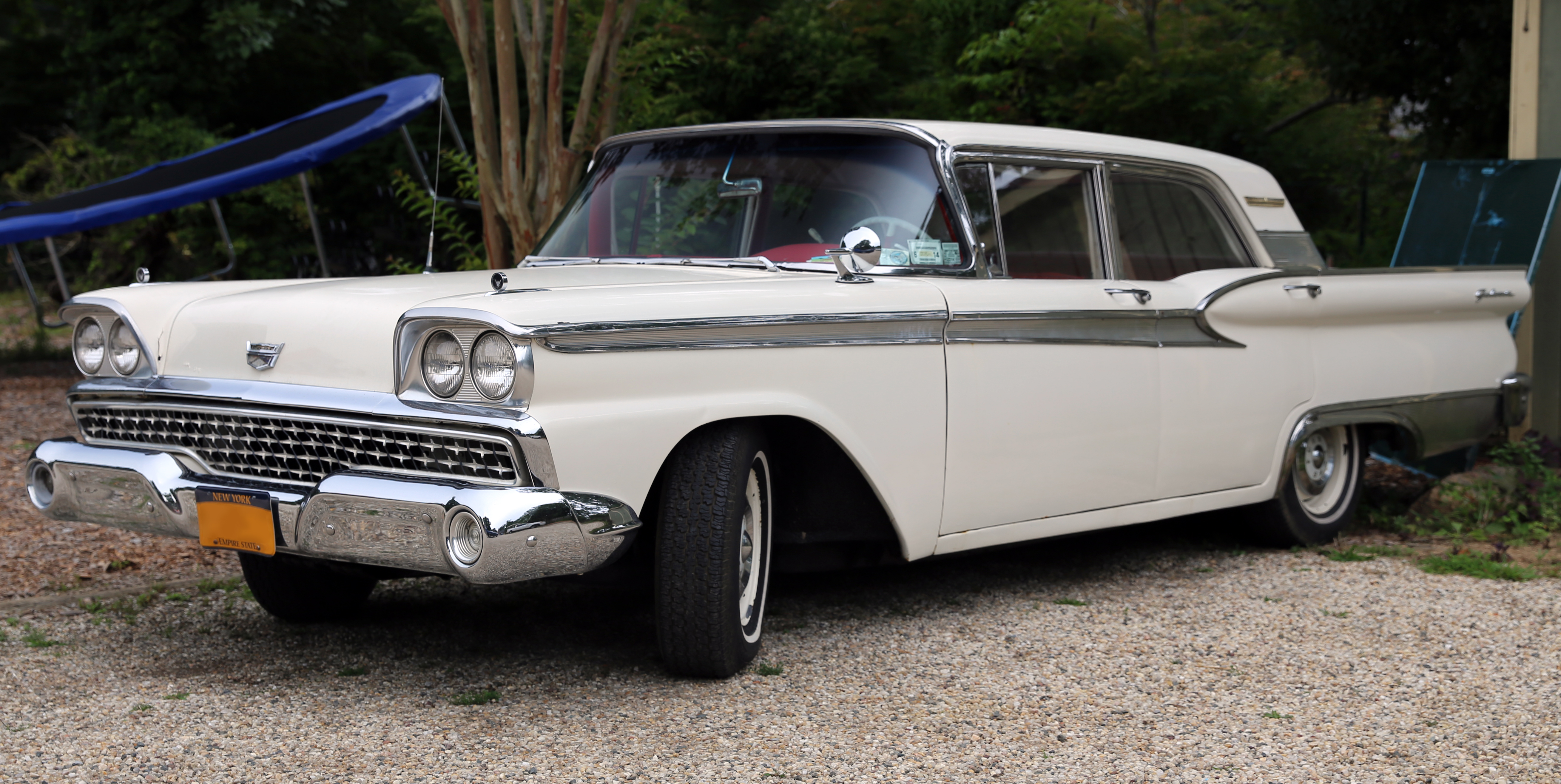
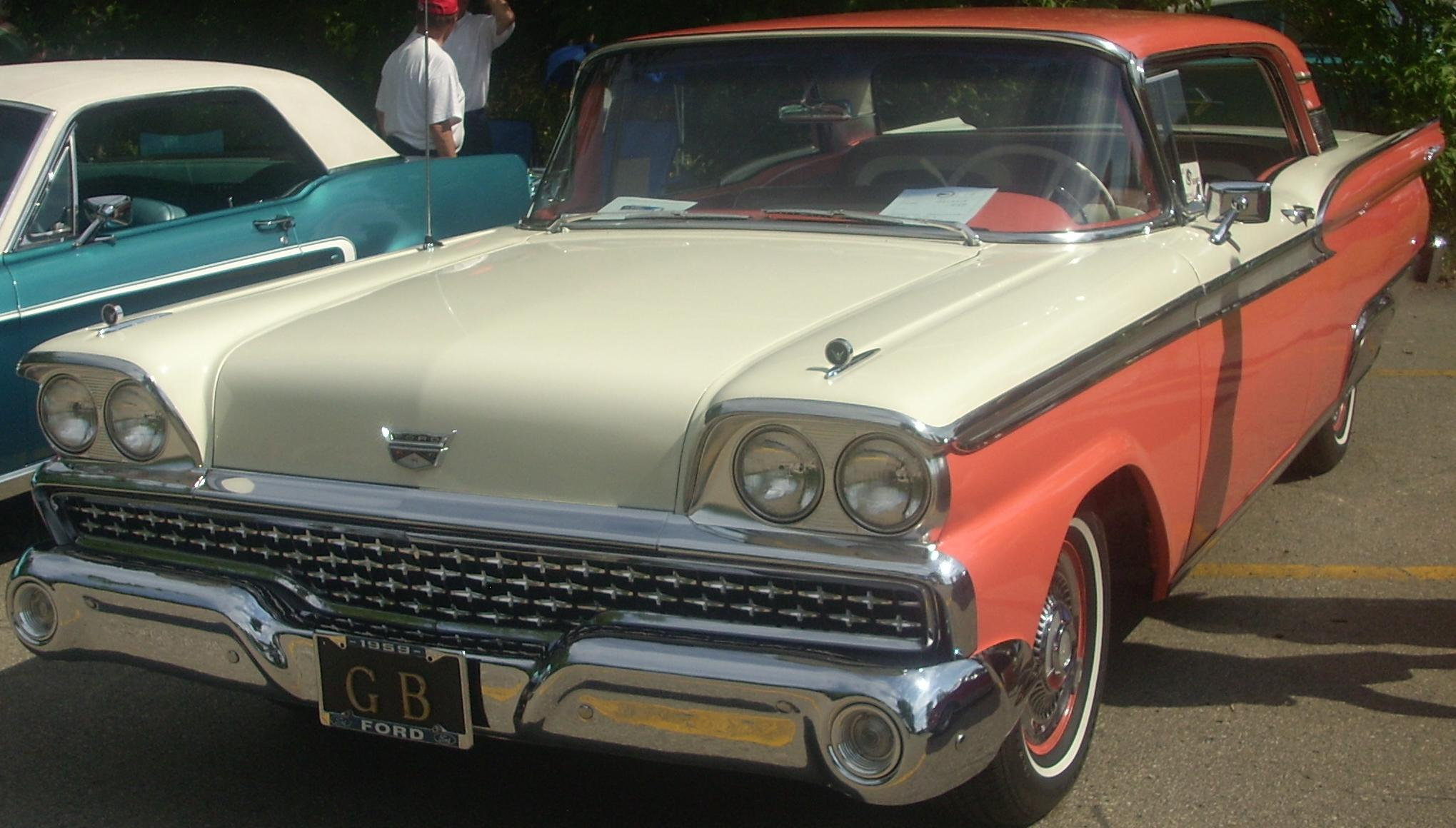
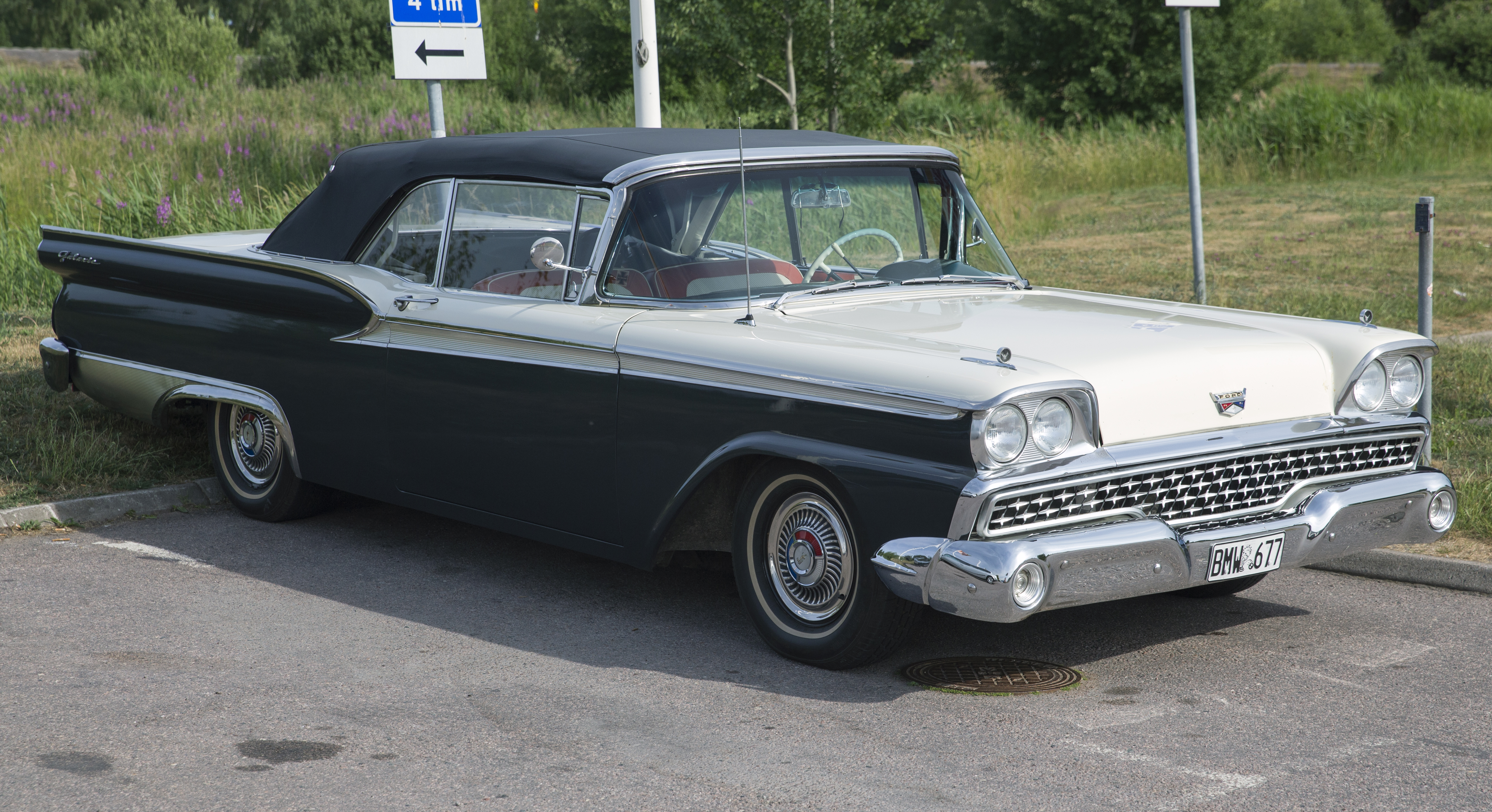